# Tiki Island
Tiki Island is een plaats (village) in de Amerikaanse staat Texas, en valt bestuurlijk gezien onder Galveston County.

## Demografie
Bij de volkstelling in 2000 werd het aantal inwoners vastgesteld op 1016.
In 2006 is het aantal inwoners door het United States Census Bureau geschat op 1201, een stijging van 185 (18,2%).

## Geografie
Volgens het United States Census Bureau beslaat de plaats een oppervlakte van
3,5 km², waarvan 1,7 km² land en 1,8 km² water.

## Plaatsen in de nabije omgeving
De onderstaande figuur toont nabijgelegen plaatsen in een straal van 12 km rond Tiki Island.